# Grădina Zoologică din Turda
Grădina zoologică a luat ființă la Turda în 1953 și ocupă o suprafață de 2,7 ha. Parcul a fost dotat inițial cu 368 de animale, din care 12 exotice, și restul autohtone, ajungând în prezent la 400 de animale și 1300 de pești exotici, cu 18 angajați, un medic veterinar, un tehnician veterinar și îngrijitori. Potrivit studiului de prefezabilitate, Grădina zoologică va fi extinsă, în special pentru crearea habitatului carnivorelor mari: lei, tigri, urși și lupi. Deține și un acvariu, un muzeu cu păsări și animale împăiate. În zonă există și o rezervație botanică.

## Galerie de imagini

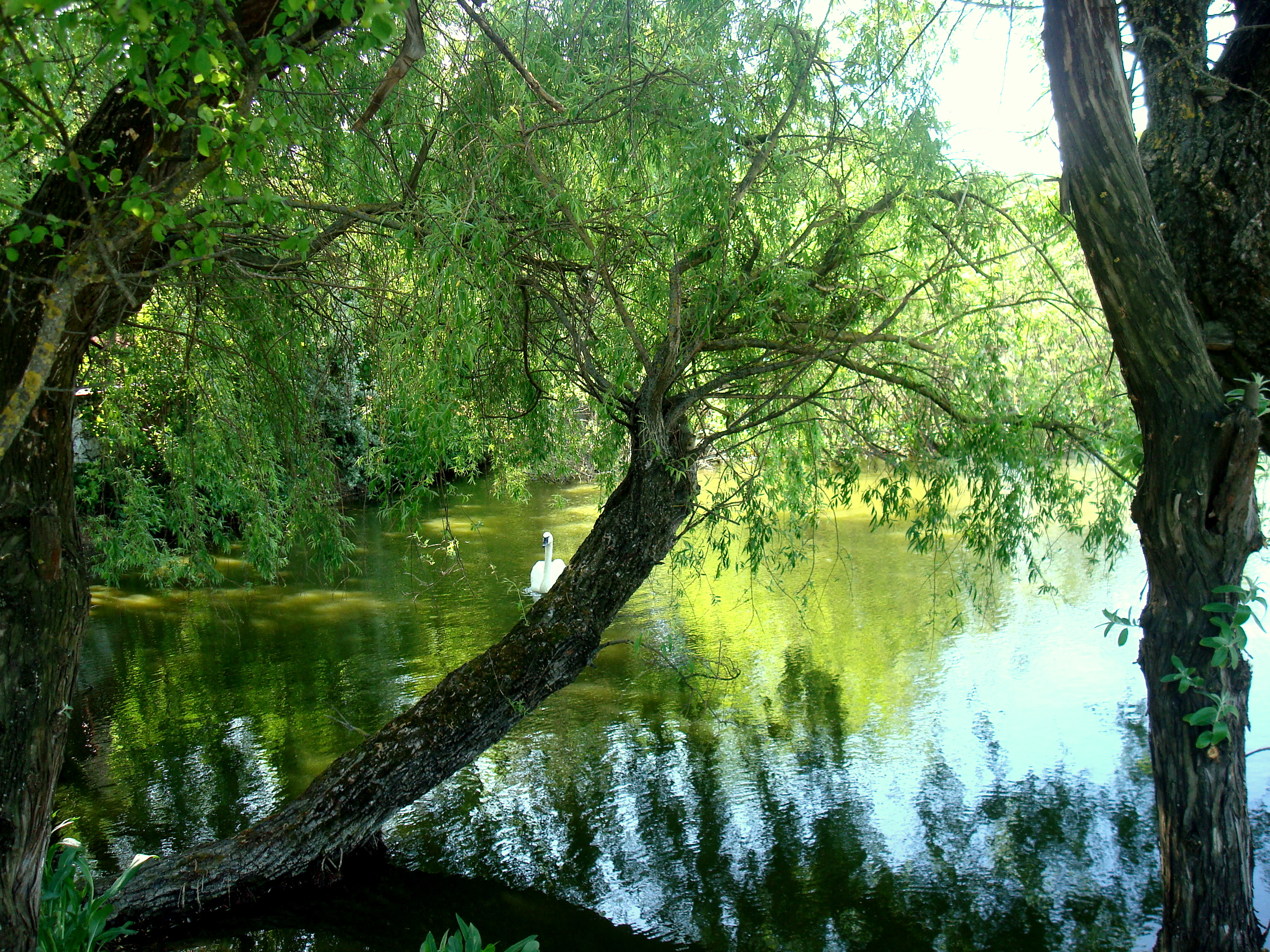
Lacul Grădinii Zoologice din Turda